# Чурбанов, Михаил Фёдорович
Михаил Фёдорович Чурбанов (род. 2 ноября 1941 года, Оскордино, Горьковская область, РСФСР) — российский учёный, доктор химических наук, специалист в области химии высокочистых веществ, физико-химии и технологии оптических материалов для среднего инфракрасного диапазона. Академик РАН, директор Института химии высокочистых веществ имени Г. Г. Девятых РАН и зав. лабораторией химии высокочистых бескислородных стекол того же института, заведующий кафедрой неорганической химии Нижегородского государственного университета им. Лобачевского
. Лауреат Государственной премии РФ в области науки и техники.

## Биография
- Окончил Горьковский государственный университет в 1965 году.
- В 1981 году защитил диссертацию доктора химических наук.
- С 1989 года заместитель директора Института химии высокочистых веществ АН СССР[4]
- В 1993 году — присвоено звание профессора.
- 31 марта 1994 года избран членом-корреспондентом РАН СССР.
- С 1998 года директор Института химии высокочистых веществ имени Г. Г. Девятых РАН
- 29 мая 2008 — избран академиком РАН[5].
- В 2008 году был одним из инициаторов создания Нижегородского научного центра РАН[6]

## Из библиографии
- Высокочистые халькогены : Монография / Г. Г. Девятых, М. Ф. Чурбанов; Нижегор. гос. ун-т им. Н. И. Лобачевского, Ин-т химии высокочистых веществ Рос. акад. наук. — Н. Новгород : Изд-во Нижегор. госуниверситета, 1997. — 243 с. : ил.; 20 см; ISBN 5-85746-110-3
- Высокочистые вещества = High-purity substances : [колл. монография] / М. Ф. Чурбанов, А. Н. Колесников, А. Н. Туранов и др. ; редакционная коллегия: М. Ф. Чурбанов и др. ; Российская академия наук, Институт химии высокочистых веществ имени Г. Г. Девятых. — Москва : Научный мир, 2018. — 995 с. : ил., портр., табл.; 27 см; ISBN 978-5-91522-463-5 : 300 экз.

### Учебные пособия
- Химия высокочистых неорганических веществ : учеб. пос. для студентов ННГУ, … по направлению … 020100 «Химия», по спец-тям 020101 «Химия» и 020201 «Фундаментальная и прикладная химия» / М. Ф. Чурбанов, А. П. Вельмужов ; Минобрнауки РФ, Нижегородский гос. ун-т им. Н. И. Лобачевского нац. исслед. ун-т, Российская акад. наук, Ин-т химии высокочистых веществ им. Г. Г. Девятых. — Нижний Новгород : Изд-во ННГУ, 2015. — 170 с. : ил.; 21 см; ISBN 978-5-91326-324-7 : 200 экз.

### Научно-популярные издания
- Методы получения веществ особой чистоты / Г. Г. Девятых, акад., М. Ф. Чурбанов, канд. хим. наук. — Москва : Знание, 1976. — 64 с. : ил.; 20 см. — (Новое в жизни, науке, технике: Серия «Химия» 1).

## Награды
- лауреат Государственной премии Российской Федерации (1998)
- Орден Дружбы (2024)[7]
- Медаль ордена «За заслуги перед Отечеством» II степени (1999)[8]
- Золотая медаль 50-го Международного Салона инноваций, научных разработок и новых технологий «Брюссель-Эврика 2001». За разработку «Халькогенидные световоды для инфракрасной области» (2001)[9]